# فردریک وبستر گودینگ

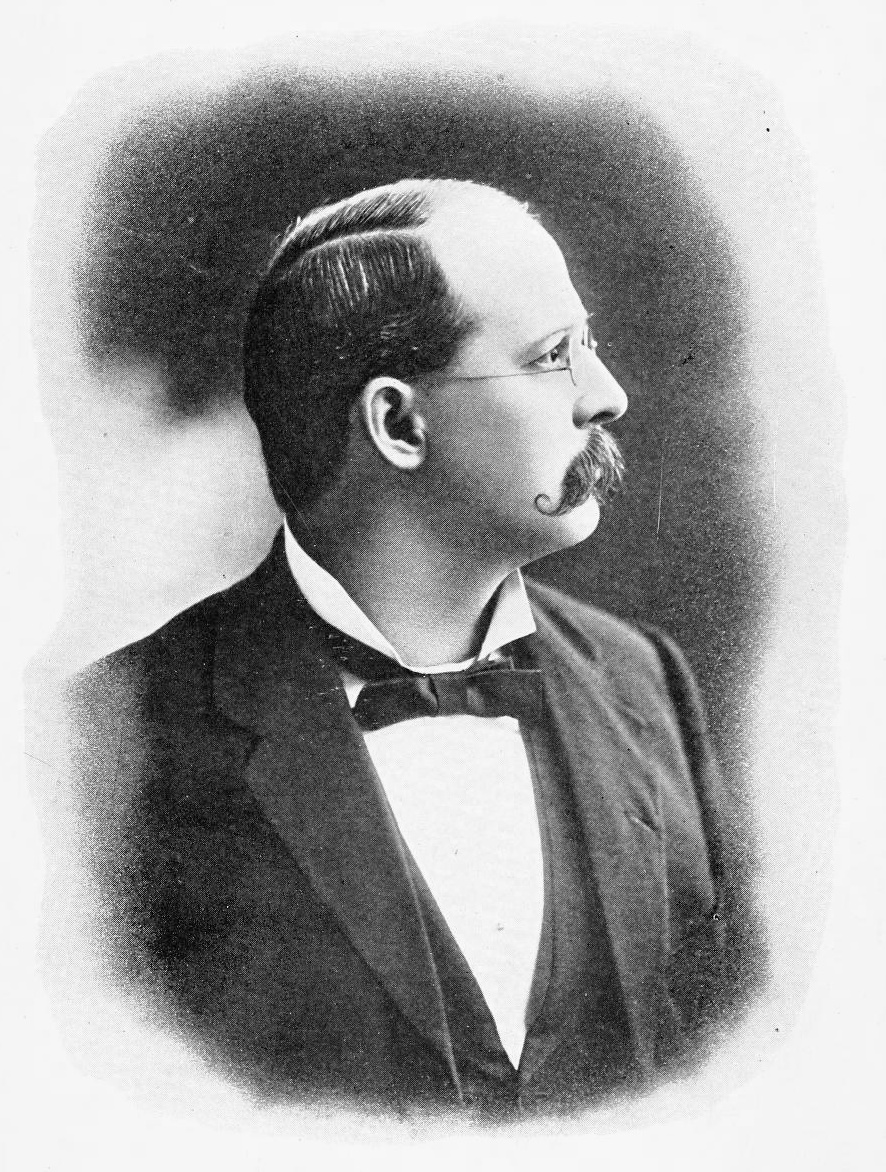
نگاره‌ای از فردریک وبستر گودینگ در سال ۱۹۰۶

فردریک وبستر گودینگ (زاده ۹ می ۱۸۵۸ و درگذشته ۵ می ۱۹۳۳) حشره شناس اهل آمریکا بود.